# Žižavica
Žižavica je naselje u gradu Leskovcu, Jablanički upravni okrug, Srbija. Prema popisu iz 2022. godine u Žižavici je živjelo 117 stanovnikа.